# Jiashan
För andra betydelser, se Jiashan (olika betydelser).
Jiashan, tidigare känt som Kashan, är ett härad i östra Kina, och tillhör Jiaxings stadsprefektur i provinsen Zhejiang. 
Befolkningen uppgick till 425 972 invånare vid folkräkningen år 2000, varav 151 976 invånare bodde i huvudorten Weitang. Den enda större orten i häradet för övrigt är Xitang med 64 441 invånare (2000). Jiashan var år 2000 indelat i elva köpingar (zhèn).